# ظفر تهلايي (تشين)
ظفر تهلایی (بالفارسية: ظفرتهلایی) هي قرية تقع في إيران في قسم تشین الريفي. يقدر عدد سكانها بـ 362 نسمة بحسب إحصاء 2016.